# Ред-Рок-Каньон (парк штата, Калифорния)
Эта статья — о парке штата в Калифорнии. О парке штата с таким же названием в Оклахоме см. ст. Ред-Рок-Каньон (парк штата, Оклахома).
Ред-Рок-Каньон (англ. Red Rock Canyon State Park, рус. Каньон Красной скалы) — парк штата в округе Керн, штат Калифорния, США.

## География, описание, история
Парк, являющийся частью пустыни Мохаве, расположен в районе южной оконечности горной системы Сьерра-Невада. Его площадь составляет 110 км², основан он был в 1968 году, управляется Калифорнийским департаментом парков и рекреации.
Парк примечателен многочисленными скальными образованиями — утёсами, останцами — разных цветов, в основном красных и зелёных. Центр парка занимает обширная аллювиальная равнина, в которой расположены поселение Рикардо и туристический центр. В этот населённый пункт можно попасть по автодороге SR 14, которая пересекает парк по линии север—юг.
Весной, после влажной зимы, парк покрывается многочисленными цветущими растениями, фауна представлена кукушками-подорожниками, ястребами, ящерицами, мышами, белками.
Территория нынешнего парка первоначально была заселена индейцами племени кавайису, также на скалах парка встречаются петроглифы, относимые учёными к племени косо. В начале 1880-х годов разноцветные скалы местности служили приметным ориентиром для Двадцати мулов, перевозивших здесь грузы.

## Парк в кино
В связи со своей необычной красотой и относительной близостью к Лос-Анджелесу, где расположен Голливуд, пейзажи парка часто используются для съёмок фильмов, сериалов, видеоклипов и рекламных роликов. Можно отметить следующие ленты, значительная часть которых была снята в этом парке (на территории, которая вскоре стала парком Ред-Рок-Каньон): «Мумия» (1932), «Зорро снова в седле» (1937), «Вне закона» (1943), «Большая страна» (1958), «Ракета на Луну» (1958), «40 винтовок на перевале апачей» (1967), «Западный мир» (1973), «Дикари» (1974), «Автомобиль» (1977), «Воздушный волк» (1984—1987), «Парк юрского периода» (1993), «Я буду дома на Рождество» (1998), Cater 2 U (2005).